# كنعان طانريقولي
كنعان طانريقولي (بالتركية: Ahmet Kenan Tanrıkulu) (17 مايو 1958 في إسطنبول - ) سياسي تركي. ينتمي إلى حزب الحركة القومية.
تولى منصب عضو البرلمان التركي، ونائب عن الجمعية البرلمانية لمجلس أوروبا (27 يناير 2014–26 نوفمبر 2015).